# Aspropirgos (gmina)
Aspropirgos (gr. Δήμος Ασπροπύργου, Dimos Aspropirgu) – gmina w Grecji, w administracji zdecentralizowanej Attyka, w regionie Attyka, w jednostce regionalnej Attyka Zachodnia. Siedzibą i jedyną miejscowością gminy jest Aspropirgos. W 2011 roku liczyła 30 251 mieszkańców.